# Argüeso

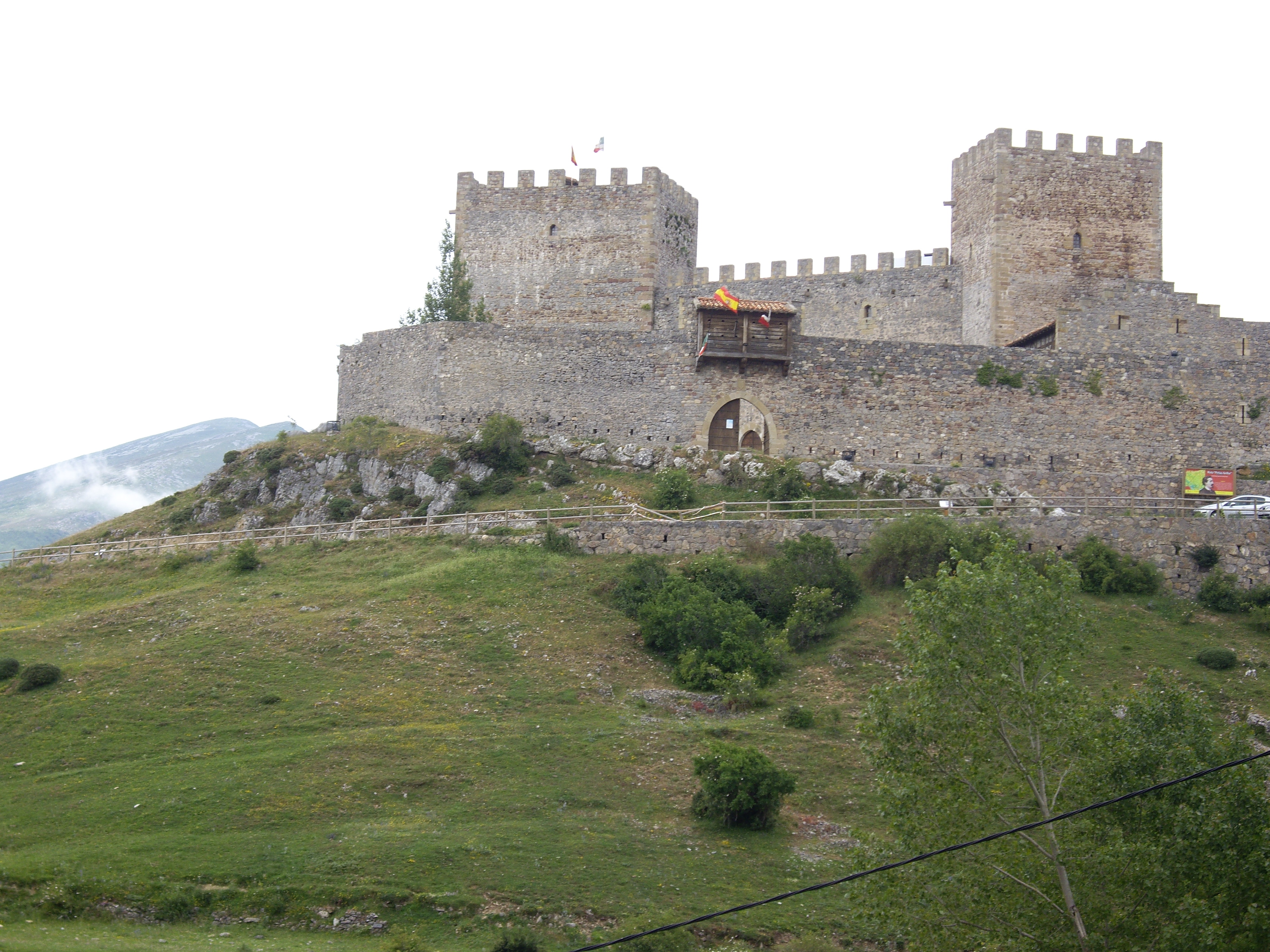
Castillo de San Vicente, en Argüeso.

Argüeso es una localidad del municipio de la Hermandad de Campoo de Suso (Cantabria), en el valle del Híjar de 62 habitantes en 2012. Está a 945 m s. n. m. y dista 3 kilómetros de la capital municipal. 
En Argüeso hay alojamientos rurales y restaurantes.

## Paisaje y naturaleza
El caserío de Argüeso se encuentra rodeado por un conjunto de oteros de alturas que oscilan entre los 1.000 y los 1.200 metros, que lo ocultan del resto del valle, a la vez que le protegen de todos los vientos. Desde cualquiera de ellos, pero en especial desde el que ocupa el castillo de San Vicente, se tienen inmejorables vistas de Campoo de Suso. Por las vaguadas de La Pastiza y del Barranco de Argüeso se asciende hasta el Alto de Cepelludo, al pie del Ropero (1.492 m.), una zona tradicional de paso a los pastos veraniegos de Fuentes, en la Reserva Natural del Saja, que ofrece una amplitud de posibilidades a los amantes del senderismo y la bicicleta de montaña.
En cuanto a sus recursos naturales, Argüeso es una de las poblaciones desde las que se puede ascender al Alto Abedules, montaña de 1.410 m s. n. m., en la divisoria entre el río Fuentes y el río Queriendo por el collado Alto de la Cruz de Fuentes (1.271 m) se pasa desde esta localidad campurriana a Bárcena Mayor, en el vecino municipio de Los Tojos. En su término se encuentran varios lotes de caza mayor de la reserva del Saja llamados Lote Argüeso, Lote Fuentes Este y Lote Fuentes Oeste.

## Patrimonio histórico

### Castros prerromanos
Argüeso es uno de los puntos fuertes de Campoo de Suso desde el punto de vista histórico artístico.
En la cumbre de los cerros que vemos rodear al pueblo, como en la Peña Campana o La Triquineja, se han descubierto restos de castros cántabros de la Edad del Hierro, que en el caso de la Peña Campana se han excavado parcialmente, proporcionando una valiosa información sobre los modos de vida de aquellos antiguos pobladores. Al noroeste de Argüeso, en el lugar conocido como La Pastiza, se ha reproducido idealmente uno de estos poblados, a partir de una minuciosa interpretación de los restos arqueológicos que ofreció el yacimiento. En el exterior del Albergue del Montero, en el cercano pueblo de Soto, se puede ver unos de los prototipos de casa circular utilizado como modelo para la reproducción de La Pastiza. 

### Castillo de San Vicente
Sin duda, la fama de Argüeso se debe a su castillo, llamado de San Vicente, declarado Bien de Interés Cultural en 1983. Vigila al pueblo desde un alto escarpado, al noreste del pueblo, desde el que ya hemos advertido que se tiene un extenso dominio visual de la planicie de Campoo de Suso y de los pasos naturales hacia los pastizales de la cuenca alta del río Saja y del río Argoza. Es una robusta construcción, que consta de dos torres descentradas unidas por un cuerpo central, frente al cual se abre una pequeña plaza de armas delimitada por una barbacana por la que se efectúa el acceso al castillo a través de un arco apuntado. Pese a la aparente unidad del conjunto, el castillo no se edificó de una vez, sino que es el fruto de sucesivas ampliaciones. En el XIII se levantaría la torre occidental sobre los muros de una pequeña iglesia de los siglos IX o X, con advocación a San Vicente, que es la que dado nombre al castillo (cuyos restos aparecieron durante las obras de rehabilitación de 1989, junto a una tumba de lajas de la misma época). En el XIV se construiría la torre oriental y ya en el XV el cuerpo central que las une y la muralla, lo que acabó dando un aspecto de castillo a lo que el Principio no eran más que dos torres defensivas separadas, con características estilísticas similares a otras de la zona como las de Proaño, San Martín de Hoyos o Ruerrero.
El castillo fue uno de los puntos fuertes del Señorío de la Vega desde el que se defendieron sus intereses en Campoo de Suso. En el siglo XV, es titular del mismo Doña Leonor de la Vega, esposa del Almirante de Castilla, Diego Hurtado de Mendoza y madre de Iñigo López de Mendoza, el ilustre Marqués de Santillana, uno de los protagonistas fundamentales de la política castellana de aquel momento, más conocido, quizás, por la calidad de su obra poética. A la muerte del Marqués, en 1458, le sucede su primogénito, Diego Hurtado de Mendoza, quien merced a la fidelidad demostrada a los Reyes Católicos, sería nombrado en 1475 Duque del Infantado y Marqués de Argüeso y de Campoo. El castillo pasó a ser desde entonces la sede del Marquesado de Argüeso, que se organizó bajo una administración independiente en algunos aspectos a la de la Merindad de Campoo, a la que estaban adscritos algunos pueblos de Campoo de Suso como Barrio, Entrambasaguas, La Hoz, La Serna, Villar, el propio Argüeso y parte de Abiada, Espinilla y Naveda. En 1873, Don Mariano Téllez de Girón, último de los marqueses de Argüeso, vendería el castillo y sus propiedades a un vecino del pueblo y, tan solo ocho años después, los pueblos que todavía se regían bajo la jurisdicción del marquesado, optaron por fundirse con los de Campoo de Suso, formando un solo ayuntamiento, que es el que hoy en día conocemos bajo la denominación de Hermandad de Campoo de Suso. Desde entonces el castillo se abandonó a su suerte, lo que provocó la ruina total de sus piedras, que no frenaría la declaración en 1983, como Bien de Interés Cultural. Ya en 1989 se iniciaron labores de reconstrucción, siguiendo un criterio discutible, en el que se ha tenido más en cuenta la idealización formal que el rigor histórico o la funcionalidad exigible a cualquier intervención sobre un monumento tan singular como este.
La iglesia parroquial está advocada a Santa María, siendo un edificio del siglo XVIII que sigue los puntos estilísticos de la arquitectura barroca religiosa característica de Campoo. Son de gran valor los retablos de su interior, de estilo rococó, obras del artista campurriano Manuel García Bayllo.
Por último, recordamos que el casco urbano de Argüeso conserva algunas casas con rica decoración en portaladas, ventanos y arcos, que bien merecen un paseo entre las callejas y plazuelas.